# Sköldharukobbarna
Sköldharukobbarna är klippor i Finland.   De ligger i landskapet Nyland, i den södra delen av landet, 80 km sydväst om huvudstaden Helsingfors.
Terrängen runt Sköldharukobbarna är mycket platt.  Närmaste större samhälle är Ekenäs, 18,9 km nordväst om Sköldharukobbarna. 